# Kirkland (Carolina del Nord)
Kirkland és una concentració de població designada pel cens dels Estats Units a l'estat de Carolina del Nord. Segons el cens del 2007 tenia 685 habitants.

## Demografia
Segons el cens del 2000, Kirkland tenia 579 habitants, 212 habitatges i 160 famílies. La densitat de població era de 26,6 habitants per km².
Dels 212 habitatges en un 33% hi vivien nens de menys de 18 anys, en un 59% hi vivien parelles casades, en un 12,3% dones solteres, i en un 24,5% no eren unitats familiars. En el 21,7% dels habitatges hi vivien persones soles el 5,7% de les quals corresponia a persones de 65 anys o més que vivien soles. El nombre mitjà de persones vivint en cada habitatge era de 2,73 i el nombre mitjà de persones que vivien en cada família era de 3,18.
Per edats la població es repartia de la següent manera: un 24,5% tenia menys de 18 anys, un 6,2% entre 18 i 24, un 30,9% entre 25 i 44, un 28,5% de 45 a 60 i un 9,8% 65 anys o més.
L'edat mediana era de 38 anys. Per cada 100 dones de 18 o més anys hi havia 95,1 homes.
La renda mediana per habitatge era de 56.292 $ i la renda mediana per família de 57.083 $. Els homes tenien una renda mediana de 34.063 $ mentre que les dones 22.614 $. La renda per capita de la població era de 21.439 $. Entorn del 8,2% de les famílies i el 10,2% de la població estaven per davall del llindar de pobresa.

## Poblacions més properes
El següent diagrama mostra les poblacions més properes.